# Munkia martyris
Munkia martyris är en svampart som beskrevs av Speg. 1886. Munkia martyris ingår i släktet Munkia, ordningen köttkärnsvampar, klassen Sordariomycetes, divisionen sporsäcksvampar och riket svampar.   Inga underarter finns listade i Catalogue of Life.